# Долно-Осеново
Долно-Осеново (болг. Долно Осеново) — село в Благоевградской области Болгарии. Входит в состав общины Симитли. Находится примерно в 13 км к северо-востоку от центра города Симитли и примерно в 15 км к юго-востоку от центра города Благоевград. По данным переписи населения 2011 года, в селе  проживало 1364 человека.

## Население
| Год     | 1934 | 1946 | 1956 | 1965 | 1975 | 1985 | 1992 | 2001 | 2011 |
| ------- | ---- | ---- | ---- | ---- | ---- | ---- | ---- | ---- | ---- |
| Жителей | 1228 | 1328 | 937  | 1055 | 992  | 1240 | 1360 | 1496 | 1364 |

| Национальность  | Человек | Процент |
| --------------- | ------- | ------- |
| болгары         | 1341    | 99,41%  |
| не определились | 7       | 0,52%   |
| Всего ответов   | 1349    |         |

|  |